# Ratusz w Boguszowie-Gorcach
Ratusz w Boguszowie-Gorcach – mieści się w najstarszej dzielnicy miasta – Boguszowie. Barokowa budowla została wzniesiona w 1737 roku. Obecnie ratusz jest siedzibą władz miejskich.
Budowla leży na wysokości 592 m n.p.m. i jest najwyżej położonym w Polsce zabytkowym ratuszem miejskim.

## Historia
Ratusz w Boguszowie-Gorcach został wzniesiony w latach 1723–1731 przez Christopha Köhlera. W roku 1789 dobudowano wieżę, a w roku 1813 dobudowano nowy szczyt. W 1900 roku budynek został odremontowany.
Decyzją wojewódzkiego konserwatora zabytków z dnia 15 czerwca 1976 roku ratusz został wpisany do rejestru zabytków.

## Architektura
Ratusz jest budowlą wzniesioną na planie czworoboku, wielotraktową, trzykondygnacyjną, nakrytą dachem łamanym z facjatkami. Główne wejście do budowli jest półkoliste i mieści się przy elewacji frontowej. Do bryły przylega czworoboczna wieża z czterema kondygnacjami, wsparta na arkadowych kolumnach, zakończona blaszanym hełmem z prześwitem i iglicą. Obecnie ratusz jest siedzibą władz miejskich Boguszowa, Gorców i Kuźnic Świdnickich, które w roku 1973 zostały połączone i jedno miasto.